# Benz 39/100 PS
Der Benz 39/100 PS war ein sportlicher Wagen, der mit einem Motor bestückt war, der sonst für den Einsatz in Luftschiffen vorgesehen war.
Der Wagen war mit einem Vierzylinder-Reihenmotor mit 10.087 cm³ Hubraum ausgestattet, der 100 PS (74 kW) bei 1400 min−1 entwickelte. Die Motorkraft wurde über eine Lederkonuskupplung an ein Vierganggetriebe weitergeleitet und von dort über eine Kardanwelle an die Hinterräder. Die Höchstgeschwindigkeit lag bei 110 km/h, der Benzinverbrauch bei 30 l / 100 km.
Die Fahrzeuge waren nach wie vor mit blattgefederten Starrachsen und Holz- oder Drahtspeichenrädern ausgestattet. Das Fahrgestell kostete 23.000 Mark, der Runabout 26.500 Mark und die Limousine sowie das Landaulet 28.500 Mark.